# Андреас Отто
Андреас Отто (нім. Andreas Otto; нар. 5 жовтня 1963, Франкфурт-на-Одері) — німецький боксер, багаторазовий призер чемпіонатів світу та Європи серед аматорів.

## Спортивна кар'єра
На чемпіонатах НДР Андреас Отто займав 2-і (1982, 1988) та 3-і місця (1985, 1986).
На Олімпійських іграх 1988 в категорії до 63,5 кг програв в першому бою Говарду Грант (Канада) — RSC-1.
На чемпіонаті Європи 1989 після двох перемог програв у півфіналі Ігорю Ружнікову (СРСР) — 1-4, задовольнившись бронзовою медаллю.
На чемпіонаті світу 1989 Отто здобув чотири перемоги, а у фіналі знов програв Ігорю Ружнікову — 14-19.
На чемпіонаті Європи 1991 вже в категорії до 67 кг Отто програв в першому бою Володимиру Єрещенко (СРСР).
На чемпіонаті світу 1991 завоював другу срібну медаль.
- В 1/8 фіналу переміг Грега Джонсона (Канада) — 19-8
- У чвертьфіналі переміг Роберто Велін (Швеція) — 19-9
- У півфіналі переміг Франциска Ваштаг (Угорщина) — 26-24
- У фіналі програв кубинцю Хуану Ернандес Сьєрра — 12-22

На Олімпійських іграх 1992 переміг Ендрю Луїса (Гаяна) — 8-7 та Маріо Ромеро (Нікарагуа) — RSCH-2, а у чвертьфіналі програв майбутньому чемпіону Майклу Каррут (Ірландія) — 22-35.
На чемпіонаті світу 1993 Отто переміг трьох суперників, а у півфіналі програв Хуану Ернандес Сьєрра — 4-11.
На чемпіонаті Європи 1993 переміг Хасана Ал (Данія) та Габріеля Оейде (Румунія), а у півфіналі програв Віталіюсу Карпачяускасу (Литва) — 8-8(+).
На Кубку світу 1994 Отто в першому бою переміг кубинця Хуана Ернандес Сьєрра — 11-8, потім — Гаіка Акопяна (Вірменія), а у чвертьфіналі програв Паскуале Буаннано (Італія).
На чемпіонаті світу 1995 Отто переміг трьох суперників, а у півфіналі програв Хуану Ернандес Сьєрра —
3-7.
На чемпіонаті Європи 1996 програв в першому бою Алі Хаттабу (Швеція), після чого завершив виступи.